# シティーズ・オブ・ザ・ハート〜ライヴ1993
『シティーズ・オブ・ザ・ハート〜ライヴ1993』（原題：Cities of the Heart）は、スコットランドのミュージシャン、ジャック・ブルースが1994年に発表したライブ・アルバム。1993年11月2日と3日にブルースの50歳の誕生日を記念して開かれたケルン公演の模様が収録された。

## 解説
同公演にはジンジャー・ベイカー、ゲイリー・ムーア、サイモン・フィリップス、クレム・クレムソンらがゲストに迎えられ、クリーム時代の曲ではムーアとベイカーが参加してスーパーグループ「BBM」の結成につながった。またバーニー・ウォーレルやゲイリー・クーパーといったPファンク系のミュージシャンも参加しており、ウォーレルはブルースの次作『モンクジャック』（1995年）に全面参加した。「シップス・イン・ザ・ナイト」は当時の最新作『サムシン・エルス』（1993年）の収録曲で、マギー・ライリーがスタジオ・ヴァージョンと同様にボーカリストとしてゲスト参加した。
ブルース没後の2014年12月には、同公演の映像作品『ライヴ・イン・ジャーマニー1993』が発売され、同作のスペシャル・エディション盤には、ドキュメンタリーDVDおよび、本作で外された曲が収録されたボーナスCDも付属している。
Glenn Astaritaはオールミュージックにおいて5点満点中4点を付け「ブルースの特に有名な所属バンドである、1960年代のロック・パワー・トリオ『クリーム』だけでなく、彼のキャリア全般における興味深い洞察力を示している」「彼はここで、何曲かのソウルフルなバラードを披露したかと思えば、サクソフォーン奏者のディック・ヘクストール＝スミスやドラマーのジンジャー・ベイカーと共にフリー・ジャズの領域に乗り出し、"Born Under a Bad Sign"はブラス・セクションが効果的に使用され、活力に満ちたR&Bとなっている」と評している。

## 収録曲
特記なき楽曲はジャック・ブルースとピート・ブラウンの共作。ディスク1の#3と#4はインストゥルメンタル。

### ディスク1
1. キャン・ユー・フォロー "Can You Follow?" – 1:56
2. ランニング・スルー・アワー・ハンズ "Running Through Our Hands" (Jack Bruce, Pete Brown, Janet Godfrey) – 4:13
3. オーヴァー・ザ・クリフ "Over the Cliff" (J. Bruce, Jerry Goldsmith) – 3:46
4. スタチューズ "Statues" (J. Bruce) – 7:36
5. ファースト・タイム・アイ・メット・ザ・ブルース "First Time I Met the Blues" (Eurreal Montgomery) – 4:46
6. スマイルス&グリンズ "Smiles & Grins" – 9:48
7. バード・アローン "Bird Alone" – 9:55
8. ネイバー・ネイバー "Neighbor, Neighbor" (Alton Joseph Valier) – 5:31
9. ボーン・アンダー・ア・バッド・サイン "Born Under a Bad Sign" (William Bell, Booker T. Jones) – 6:17

### ディスク2
1. シップス・イン・ザ・ナイト "Ships in the Night" - 5:20
2. ネヴァー・テル・ユア・マザー "Never Tell Your Mother She's Out of Tune" - 4:18
3. 想像されたウェスタンのテーマ "Theme for an Imaginary Western" - 5:59
4. ゴールデン・デイズ "Golden Days" (J. Bruce) - 5:38
5. ライフ・オン・アース "Life on Earth" (J. Bruce) - 5:21
6. NSU "N.S.U." (J. Bruce) - 6:28
7. トップ・オブ・ザ・ワールド "Sitting on Top of the World" (Lonnie Chatmon, Walter Vinson) - 6:51
8. 政治家 "Politician" - 5:39
9. スプーンフル "Spoonful" (Willie Dixon)- 9:13
10. サンシャイン・ラヴ "Sunshine of Your Love" (J. Bruce, P. Brown, Eric Clapton) - 8:07

## 参加ミュージシャン
- ジャック・ブルース - ボーカル、ベース、ピアノ
- マギー・ライリー - ボーカル（ディスク2 - #1）
- ゲイリー・クーパー - ボーカル（ディスク2 - #4、#10）
- ピート・ブラウン - ボーカル（ディスク2 - #8)、パーカッション（ディスク2 - #10）
- クレム・クレムソン - ギター（ディスク1 - #5、#6、#7、#8、#9 / ディスク2 - #1、#2、#3、#4、#10）
- ゲイリー・ムーア - ギター（ディスク2 - #5、#6、#7、#8、#9）
- バーニー・ウォーレル - ハモンドオルガン（ディスク1 - #6、#7、#8、#9 / ディスク2 - #1、#3、#4、#10）、ピアノ（ディスク1 - #7）
- マルコム・ブルース[注釈 2][7] - シンセサイザー（ディスク1 - #6）、アコースティック・ギター（ディスク2 - #1、#10）
- ジョナス・ブルース[注釈 3][8] - ピアノ（ディスク1 - #9）、シンセサイザー（ディスク2 - #10）
- フランソワ・ガルニエ - ベース（ディスク2 - #1、#2、#3、#4、#10）
- ゲイリー・ハズバンド（英語版） - キーボード（ディスク1 - #2)、ドラムス（ディスク1 - #6、#7）、ピアノ（ディスク2 - #1、#10）
- ジンジャー・ベイカー - ドラムス（ディスク1 - #3、#4、#5 / ディスク2 - #6、#7、#8、#9、#10）
- サイモン・フィリップス - ドラムス（ディスク1 - #8、#9 / ディスク2 - #1、#2、#3、#4、#5、#10）
- ディック・ヘクストール＝スミス - サクソフォーン（ディスク1 - #3、#4、#5、#6、#8、#9 / ディスク2 - #2、#10）
- Art Theman - サクソフォーン（ディスク1 - #6、#8、#9 / ディスク2 - #2、#10）
- ヘンリー・ロウサー - トランペット（ディスク1 - #8、#9 / ディスク2 - #2、#10）
- ジョン・マンフォード - トロンボーン（ディスク1 - #8、#9 / ディスク2 - #2、、#10）